# Heinrich I. (Berchtesgaden)
Heinrich (* 1118; † 19. Juli 1196) war als Heinrich I. von 1151 bis 1174 Propst des Klosterstifts Berchtesgaden, danach ein auf Betreiben des Kaisers Friedrich Barbarossa von 1174 bis 1177 gewählter Gegenerzbischof von Salzburg und zuletzt bis zu seinem Lebensende als Heinrich III. Fürstbischof von Brixen.

## Wirken
Da der Name Heinrich nicht in den Zeugenlisten der Berchtesgadener Kanoniker auftaucht und seine Verbindungen zum Salzburger Reformkreis womöglich sogar noch enger waren als die seines Vorgängers, wird vermutet, dass er wie Hugo I. vor seiner Amtsübernahme dem Salzburger Domkapitel angehört hatte.
Für die Berchtesgadener Stiftskirche setzte er in der zweiten Hälfte des 12. Jahrhunderts eine massivere Bauausführung als dreischiffige romanische Pfeilerbasilika um und ließ vermutlich auch die ersten Türme errichten, von denen es jedoch weder eine Beschreibung noch eine Abbildung gibt. Dieser von ihm angestoßene Bau hatte fast schon die Längenmaße der heutigen Kirche und war vermutlich stark beeinflusst von dem 1140 begonnenen Dom zu Gurk.
Wie seine Vorgänger suchte Heinrich die Unabhängigkeit des Klosterstifts zu festigen und die Einkünfte insbesondere durch die Salzgewinnung zu steigern. Dem stand die zunehmende Konkurrenz weltlicher Landesherren und nicht zuletzt die des Erzbischofs von Salzburg gegenüber. So kam es am 8. Mai 1155 zu einem Gütertausch zwischen ihm und Erzbischof Eberhard I. von Salzburg; für einen Hof in Landersdorf bei Wölbling erweiterte sich im Gegenzug das Kerngebiet des Klosterstifts nicht unerheblich um das „pratum Bisvolfeswisen“ (Bischofswiesen).
Zudem wusste Heinrich für sich und sein Stift das Wohlwollen von Kaiser Friedrich Barbarossa zu erlangen. Wegen seiner erwiesenen Loyalität erhielt Heinrich am 13. Juni 1156 von Kaiser Friedrich Barbarossa den großen „Freiheitsbrief“, der in der Berchtesgadener Geschichte als „Goldene Bulle“ vermerkt wird. Ein Zeuge dieses Diploms ist u. a. Gebhard III. von Sulzbach, der als Sohn des Stiftsgründers Berengar I. von Sulzbach und ihm nachfolgender Stiftsvogt vermutlich zwischen Heinrich und dem Kaiser die Verbindung hergestellt und damit auch eigene Interessen gewahrt hat.
In der Bulle wurde festgehalten, dass das Stift Berchtesgaden in den Schutz des Kaisers genommen war und er dessen gegenwärtigen und zukünftigen Besitzstand garantiere. Zudem war darin auch dank Heinrich verfügt, dass niemand, auch keiner aus der Gründerfamilie, die Stiftsvogtei ausüben dürfe, ohne sich zuvor der Wahl durch den Propst und den Konvent gestellt zu haben, und dass „ein Vogt, der ihnen ‚drückend und unnützlich‘ würde, auch wieder seines Amtes enthoben werden könne.“ Allerdings ist bereits die erhaltene Fassung dieser Urkunde eine Verunechtung aus der Zeit von 1157 bis 1160. Der Kaiser gewährte dem Stift zudem zahlreiche Regalien bzw. kaiserliche Rechte, darunter u. a. die Forsthoheit; nach der Aufnahme des Salzbergbaus am Gollenbach ließ Heinrichs übernächster Nachfolger Propst Friedrich I. die kaiserliche Urkunde 1180 zudem eigenmächtig um die Schürffreiheit auf Salz und Metall erweitern.
Jedoch während des Schismas von 1159 hielt Heinrich als Angehöriger des Salzburger Reformverbandes zu Papst Alexander III. und stand damit in Opposition zu Kaiser Friedrich Barbarossa – auch noch, als der Kaiser am 29. März 1166 über die Salzburger Kirche die Reichsacht verhängte.
Heinrich zog mit dem Salzburger Erzbischof Konrad II. 1167 und 1168 nach Admont und Friesach, um den militärischen Angriffen der kaiserlichen Parteigänger auszuweichen. Nach dem Tod Erzbischof Konrads II. von Salzburg am 28. September 1168, verhielt sich jedoch dessen junger Nachfolger Adalbert III. derart ungeschickt und wenig diplomatisch, so dass er mit einem Teil des Salzburger „Reformblocks“ in Konflikt geriet. Im Gegensatz u. a. zu den Stiften Baumburg, Herrenchiemsee und St. Zeno distanzierte sich insbesondere das Salzburger Domkapitel, der Bischof von Gurk und Propst Heinrich von Berchtesgaden von ihm. Sie suchten den Ausgleich mit dem Kaiser – ohne allerdings die Partei Alexanders III. zu verlassen. So blieb Berchtesgaden vor weiteren Angriffen und Plünderungen der Kaiserlichen verschont, verlor allerdings alsbald auch seinen Propst.
Nachdem im Jahr 1174 auf dem Hoftag von Regensburg der Brixener Fürstbischof Richer von Hohenburg im Einvernehmen mit dem Gurker Bischof Heinrich den Erzbischof Adalbert von Böhmen für abgesetzt erklärt hatte, wurde Heinrich zum Erzbischof bzw. Gegenerzbischof von Salzburg. Erzbischof Adalbert belegte daraufhin die beiden Bischöfe mit dem Bann.
1177 trat Heinrich schließlich sein Amt als Fürstbischof von Brixen an, das er bis zu seinem Lebensende im Jahr 1196 innehatte.
Begraben im Brixner Dom, gibt es von Heinrich ein 1612, somit postum erstelltes Idealporträt in Öl auf Leinwand von Capar Dieffenstetter aus Passau, das im Besitz der Salzburger Erzabtei St. Peter ist.